# Дент (Міннесота)
Дент (англ. Dent) — місто (англ. city) в США, в окрузі Оттер-Тейл штату Міннесота. Населення — 173 особи (2020).

## Географія
Дент розташований за координатами 46°33′10″ пн. ш. 95°43′5″ зх. д. / 46.55278° пн. ш. 95.71806° зх. д. (46.552766, -95.718117).  За даними Бюро перепису населення США в 2010 році місто мало площу 1,00 км², з яких 0,99 км² — суходіл та 0,00 км² — водойми.

## Демографія
Згідно з переписом 2010 року, у місті мешкали 192 особи в 78 домогосподарствах у складі 53 родин. Густота населення становила 193 особи/км².  Було 88 помешкань (88/км²).
Расовий склад населення:
| - 95,3 % — білих - 1,0 % — корінних американців |

До двох чи більше рас належало 3,6 %. Частка іспаномовних становила 1,0 % від усіх жителів.
За віковим діапазоном населення розподілялося таким чином: 25,5 % — особи молодші 18 років, 59,9 % — особи у віці 18—64 років, 14,6 % — особи у віці 65 років та старші. Медіана віку мешканця становила 38,3 року. На 100 осіб жіночої статі у місті припадало 84,6 чоловіків;  на 100 жінок у віці від 18 років та старших — 104,3 чоловіків також старших 18 років.
Середній дохід на одне домашнє господарство  становив 44 161 долар США (медіана — 38 125), а середній дохід на одну сім'ю — 59 367 доларів (медіана — 51 458). Медіана доходів становила 36 875 доларів для чоловіків та 17 321 долар для жінок. За межею бідності перебувало 15,5 % осіб, у тому числі 29,0 % дітей у віці до 18 років та 17,1 % осіб у віці 65 років та старших.
Цивільне працевлаштоване населення становило 75 осіб. Основні галузі зайнятості: виробництво — 33,3 %, роздрібна торгівля — 18,7 %, мистецтво, розваги та відпочинок — 13,3 %, будівництво — 9,3 %.